# 拉沙佩勒欧沙斯
拉沙佩勒欧沙斯（法語：La Chapelle-aux-Chasses，法語發音：[la ʃapɛl o ʃas]）是法国阿列省的一个市镇，位于该省东北部，属于穆兰区。

## 地理
拉沙佩勒欧沙斯（46°40'14"N, 3°31'53"E）面积25.96 平方千米，位于法国奥弗涅-罗讷-阿尔卑斯大区阿列省，该省份为法国中部省份，北起涅夫勒省、西北接谢尔省，西南至克勒兹省，南至多姆山省，东南临卢瓦尔省，东临索恩-卢瓦尔省。
与拉沙佩勒欧沙斯接壤的市镇（或旧市镇、城区）包括：舍瓦涅、谢济、卢瓦尔河畔加奈、帕赖勒弗雷西勒、吕斯奈莱赛克斯。

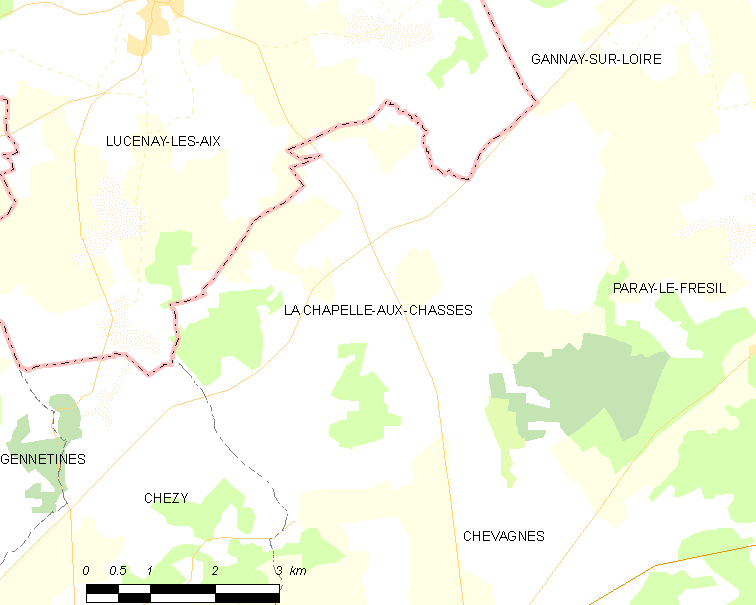
拉沙佩勒欧沙斯的OSM定位图

拉沙佩勒欧沙斯的时区为UTC+01:00、UTC+02:00（夏令时）。

## 行政
拉沙佩勒欧沙斯的邮政编码为03230，INSEE市镇编码为03057。

## 政治
拉沙佩勒欧沙斯所属的省级选区为贝布尔河畔栋皮埃尔县。

## 人口

1962-2008年间拉沙佩勒欧沙斯人口变化图示

拉沙佩勒欧沙斯于2022年1月1日时的人口数量为197人。